# Renfield (filme)

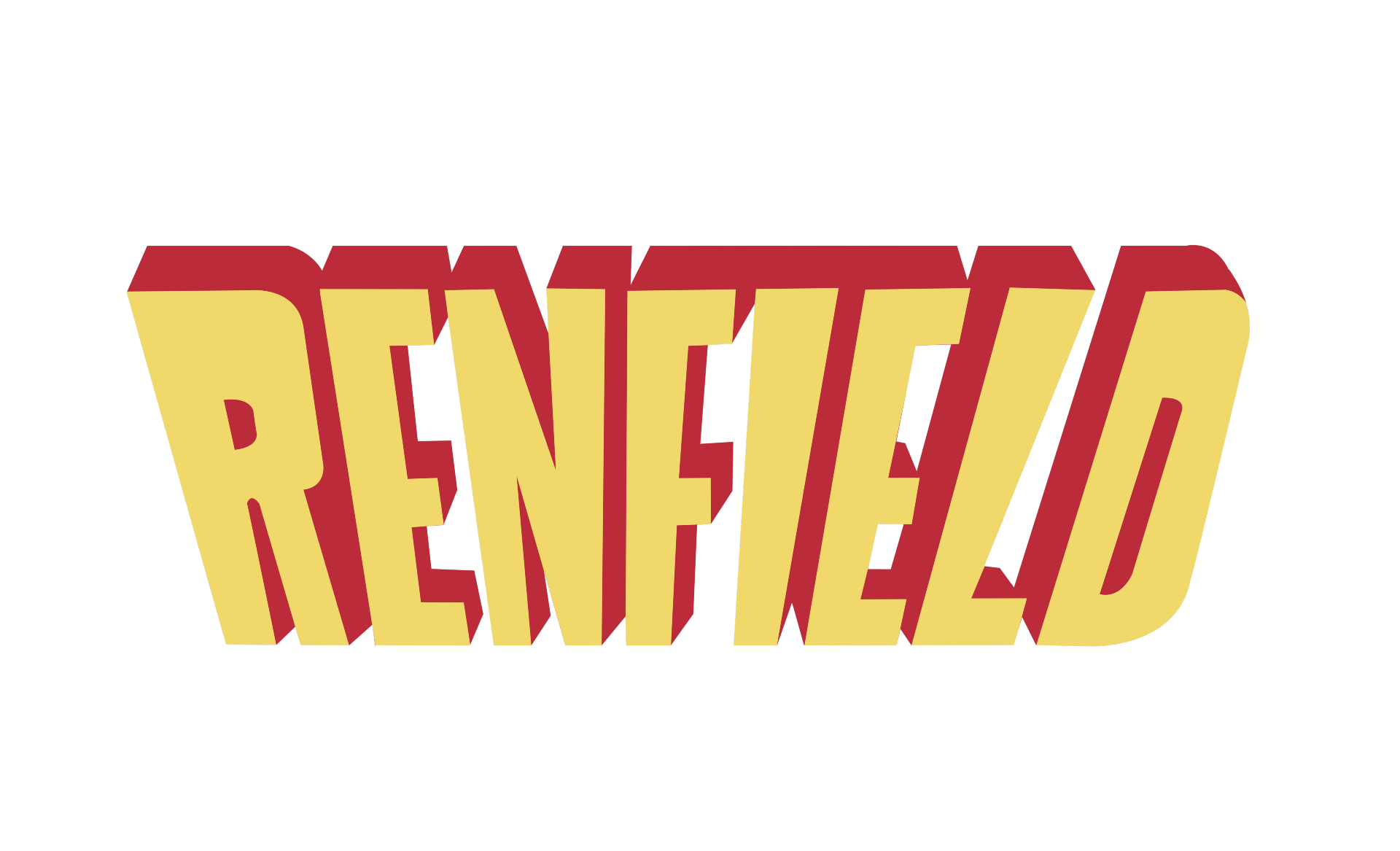
Logotipo do filme

Renfield (bra: Renfield - Dando Sangue Pelo Chefe; prt: Renfield) é um filme americano de comédia de terror e fantasia sombria dirigido por Chris McKay e escrito por Ryan Ridley, baseado em uma ideia original de Robert Kirkman. O filme é estrelado por Nicholas Hoult como Renfield, um lacaio do Conde Drácula que decide deixar seu emprego depois de se apaixonar. Nicolas Cage, Awkwafina, Ben Schwartz, Adrian Martinez, Shohreh Aghdashloo, Bess Rous e James Moses Black co-estrelam.
Renfield foi lançado em 14 de abril de 2023 nos Estados Unidos, pela Universal Pictures.

## Sinopse
O lacaio do Conde Drácula, Renfield, encontra uma nova chance de vida quando se apaixona por Rebecca Quincy, uma policial de trânsito mal-humorada.

## Elenco
- Nicholas Hoult como Renfield
- Nicolas Cage como Conde Drácula, um vampiro e chefe de Renfield.
- Awkwafina como Rebecca Quincy, uma policial de trânsito e interesse amoroso de Renfield.
- Ben Schwartz como Teddy Lobo, um mafioso.
- Adrian Martinez como Chris Marcos, um guarda de trânsito.
- Shohreh Aghdashloo como Ella, uma chefe do crime.
- Bess Rous como Caitlyn, membro de apoio do grupo.
- James Moses Black como Capitão J. Browning

## Produção

### Desenvolvimento
Em julho de 2014, a Universal Pictures anunciou seu plano de reiniciar a franquia "Classic Monsters" e suas propriedades, incluindo o personagem Conde Drácula, como parte de um universo compartilhado conhecido como Dark Universe, com Alex Kurtzman e Chris Morgan contratados para supervisionar seu desenvolvimento. Após o lançamento de Drácula - A História Nunca Contada (2014), suas conexões com o universo compartilhado foram minimizadas, e A Múmia (2017) foi reposicionado como o primeiro filme da série. Em 2017, A Múmia foi lançado, mas foi considerado um fracasso comercial e crítico, resultando na decisão da Universal de mudar seu foco na narrativa individual e se afastar do conceito de universo compartilhado.
Em novembro de 2019, Dexter Fletcher foi contratado para dirigir Renfield para a Universal e a Skybound Entertainment. Escrito por Ryan Ridley, ele é baseado em uma ideia original de Robert Kirkman. O filme foi descrito como uma abordagem cômica do mundo do Conde Drácula, com semelhanças com o documentário de vampiros de Taika Waititi, O Que Fazemos nas Sombras, e um foco principal no personagem-título. Em 2020, O Homem Invisível, de Leigh Whannell, tornou-se um sucesso comercial e de crítica para a Universal e serviu como um relançamento de seu universo de monstros. Em abril de 2021, Chris McKay entrou em negociações para atuar como diretor, depois que Fletcher saiu para trabalhar no reboot de O Santo da Universal. McKay foi contratado porque ele supostamente apresentou uma ideia de sucesso combinando a mistura de humor e ação da história, "algo que o estúdio estava procurando ter mais".

### Escalação do elenco
Nicholas Hoult foi escalado para o papel-título em agosto de 2021. Nicolas Cage foi escalado para interpretar o Conde Drácula em novembro, Awkwafina e Ben Schwartz foram adicionados ao elenco em dezembro, e Adrian Martinez, Shohreh Aghdashloo, Bess Rous, e James Moses Black foram confirmados para estrelar no início de 2022. Um "enorme" fã de Drácula e do romance original de 1897, Cage se preparou para seu papel observando as maneiras distintas como Drácula era interpretado por Bela Lugosi, Frank Langella e Gary Oldman. "O que eu posso trazer de diferente?", ele acrescentou, "Eu quero que ele apareça de uma maneira única. Nós vimos isso sendo feito bem, nós vimos isso sendo feito não tão bem, então o que podemos fazer? Então estou pensando em realmente focar no movimento do personagem... [e] naquele tom perfeito de comédia e horror". Cage mencionou Um Lobisomem Americano em Londres (1981), Ringu (1998) e Maligno (2021) como inspirações para o papel. Este foi o primeiro filme em live-action de Cage produzido por um grande estúdio desde que estrelou Motoqueiro Fantasma: Espírito de Vingança (2011).

### Filmagens
As filmagens começaram em Nova Orleães em 3 de fevereiro de 2022, com Mitchell Amundsen atuando como diretor de fotografia. Em 8 de fevereiro, mais de vinte veículos pertencentes à equipe de produção foram assaltados. Um segurança estava presente no momento do incidente, que ocorreu tarde da noite em um estacionamento seguro. O membro da equipe, Elmo Peoples, disse que os vândalos roubaram seus documentos de seguro, dois cartões bancários e um laptop. Ele acrescentou: “Eu deveria estar aqui a semana toda e nem quero voltar porque sinto que eles realmente não se importam conosco tanto quanto os personagens ou atores principais”. A Love Bugs Film LLC garantiu à equipe de produção que eles contratariam segurança adicional.

## Lançamento
Renfield estreou em 14 de abril de 2023 nos Estados Unidos, pela Universal Pictures. Em seu final de semana de estreia, o filme arrecadou US$ 7,7 milhões nas bilheterias, entre os dias 14 e 16 de abril.
No Brasil, o filme está agendado para ser lançado em 27 de abril de 2023.

## Prêmios e Indicações

### Prêmios
Saturn Awards
- Melhor Ator Coadjuvante em filme: Nicolas Cage (2024)[31]